# Beställningsman
Beställningsman var en tidigare befattning i den svenska armén på en menig eller ett underbefäl vilken tjänstgjorde i en befattning (beställning) som krävde särskild yrkesskicklighet, som sjukvårdare, gevärshantverkare eller hovslagare.
På 1950-talet fanns det beställningsmän med följande befattningar.
- Sjukvårdare
- Vapenmekaniker
- Instrumentmekaniker
- Pjäsmekaniker
- Bilmekaniker
- Stridsvagnsmekaniker
- Maskinmekaniker
- Signalmekaniker
- Radarmekaniker[1]